# Eagle Cliff (Washington)
Eagle Cliff az Amerikai Egyesült Államok északnyugati részén, Washington állam Wahkiakum megyéjében elhelyezkedő önkormányzat nélküli település.
Eagle Cliff postahivatala 1872 és 1878, majd 1891 és 1894 között működött; Eaglecliff postája 1894 és 1935 között üzemelt.